# Мелені
Ме́лені — село в Україні, у Коростенському районі Житомирської області. Населення становить 641 особу.

## Історія
Неподалік села знаходиться мезолітична стоянка.
Перша письмова згадка населеного пункту датується 1571 р. Ця згадка пов'язана з податковими документами зауських бояр.

## Загальна інформація
У селі є Меленівська сільська рада, Меленівська школа. Сусідні села: хутір Винарівка, Чоповичі, Граби, Стремигород, Шершні, Полянка, Діброва. Через село протікає річка Веснач, що впадає в Іршу.

## Відомі особистості
В поселенні народились:
- Грищенко-Меленевський Яків Пантелеймонович (1898-1993) — старший пресвітер євангельських християн-баптистів по Житомирській області, дослідник історії виникнення баптизму на території Житомирської області.
- Васянович Микола Максимович (* 1940) — український диригент, композитор.
- Мойсієнко Віктор Михайлович (* 1966) — український філолог, педагог.